# Plazmatická buňka

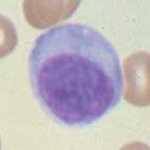
Plazmatická buňka

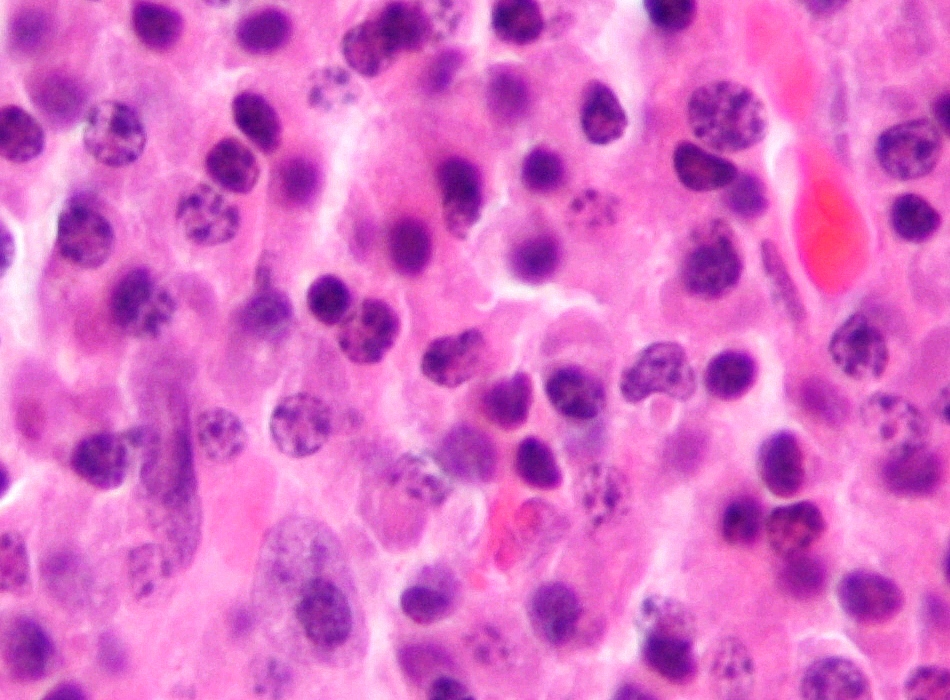
Plazmocytom je maligní nádorové onemocnění plazmatických buněk, přesto je na této fotografii nálezu tohoto onemocnění dobře patrné, že jde o plazmatické buňky

Plazmatická buňka (či plazmocyt) je bílá krvinka specializovaná na produkci protilátek (imunoglobulinů). Vzniká přeměnou (diferenciací) B-lymfocytů. Žijí poměrně krátkou dobu a na svém povrchu mají minimální množství protilátek, ale zato do svého okolí vylučují (secernují) obrovské množství těchto bílkovin (asi 2000 molekul za sekundu ). Protilátky čili imunoglobuliny se následně přichytávají na cizorodé částice (např. bakterie) a představují vlastně hlavní princip fungování tzv. látkové imunity.

## Popis
Plazmocyty mají excentrické jádro, tzn. jádro není umístěno uprostřed buňky. V cytoplazmě je silně rozvinuté drsné endoplazmatické retikulum. Téměř se nedělí, jestli vůbec; zůstávají zřejmě uvězněné v G1 fázi. Nacházejí se obvykle především v kostní dřeni nebo i v perimukózní lymfatické tkáni (např. v Peyerových plátech).

## Vznik
Vzniku plazmatické buňky předchází složitý mechanismus v buněčné populaci B-lymfocytů. V krvi koluje velké množství B-lymfocytů, přičemž každý je specializovaný na konkrétní cizorodou strukturu. Většina B-lymfocytů za svůj život nedojde uplatnění. Pokud však se nějaký B-lymfocyt naváže na svůj „substrát“ (v typizovaném případě např. na povrch bakterie), začne se tato buňka klonálně dělit (často asistují i tzv. pomocné T-lymfocyty, folikulární pomocné T lymfocyty). Z části potomků tohoto tzv. aktivovaného B-lymfocytu vzniknou paměťové B-lymfocyty, ze zbytku pak právě plazmatické buňky. Zrání B-lymfocytů na plazmatické buňky podporují různé interleukiny, zejména IL-4 (vylučovaný Th2-lymfocyty) a dále IL-6 a IL-14 (vylučované T-lymfocyty a dalšími).

### Dlouhožijící plazmatické buňky
Po procesu afinitní maturace v germinálních centrech se z plazmatické buňky může stát buď krátcežijící plazmatická buňka (short-lived plasma cells, SLPC) nebo dlouhožijící plazmatická buňka (long-lived plasma cell, LLPC). Dlouhožijící plazmatické buňky (LLPC) zůstávají dlouhodobě v kostní dřeni a produkují protilátky, čímž vytvářejí dlouhodobou ochranu. LLPC mohou přežívat v kostní dřeni a produkovat protilátky desetiletí nebo dokonce celoživotně. LLPC představují většinu plazmatických buněk v kostní dřeni. Mohou přežívat i více než 90 dní bez syntézy DNA. Populace lidských dlouhožijících plazmatických buněk může být identifikována markery CD19–CD38hiCD138+.
Dlouhodobé přežívání LLPC závisí na specifické prostředí v kostní dřeni (nice plazmatických buněk). LLPC se také nacházejí, i když v menším množství, v lymfatických tkáních ve střevech (GALT). Tam produkují IgA protilátky a starají se o slizniční imunitu. Současné výzkumy ukazují, že plazmatické buňky ve střevech nemusejí kontinuálně vznikat de novo z B-lymfocytů, ale i zde existují dlouhožijící plazmatické buňky, které se zde vyskytují v podobné nice jako v kostní dřeni. Niku plazmatických buněk tvoří kombinace buněčných a molekulárních faktorů, které zatím nebyly plně prozkoumány a popsány, ale mezi některé molekuly, které mají pozitivní efekt na přežívání LLPC patří interleukin 5 (IL-5), interleukin 6 (IL-6), TNF-α, SDF1 a signální dráha CD44.
Původně se předpokládalo, že kontinuální produkce protilátek je způsobena neustálým obnovování zásob krátcežijících plazmatický buněk z B-lymfocytů, nicméně se ukázalo, že některé plazmatické buňky umí přežívat dlouhodobě a nezávisle na B-lymfocytech. Absence protilátek ani deplece B-lymfocytů nemá žádný efekt na produkci protilátek dlouhožijícími plazmatickými buňkami. Dlouhodobá deplece B-lymfocytů (pomocí podávání anti-CD20 monoklonálních protilátek, které ovlivňují B-lymfocyty ale nikoliv plazmatické buňky) také nemá vliv na titr protilátek. LLPC produkují velké množství IgG protilátek nezávisle na B-lymfocytech. LLPC v kostní dřeni jsou hlavním zdrojem cirkulujících IgG v lidském těle. Přestože je většinou produkce IgA protilátek spojována se sliznicemi, některé plazmatické buňky v kostní dřeni také produkují IgA protilátky. Některé LLPC v kostní dřeni také produkují IgM protilátky.